# Chvastovičskij rajon
Il Chvastovičskij rajon (in russo Хвастовичский район?) è un rajon dell'Oblast' di Kaluga, nella Russia europea; il capoluogo è Chvastoviči. Istituito nel 1929, ricopre una superficie di 1.413,3 chilometri quadrati.